# Wielka Pętla Wielkopolski

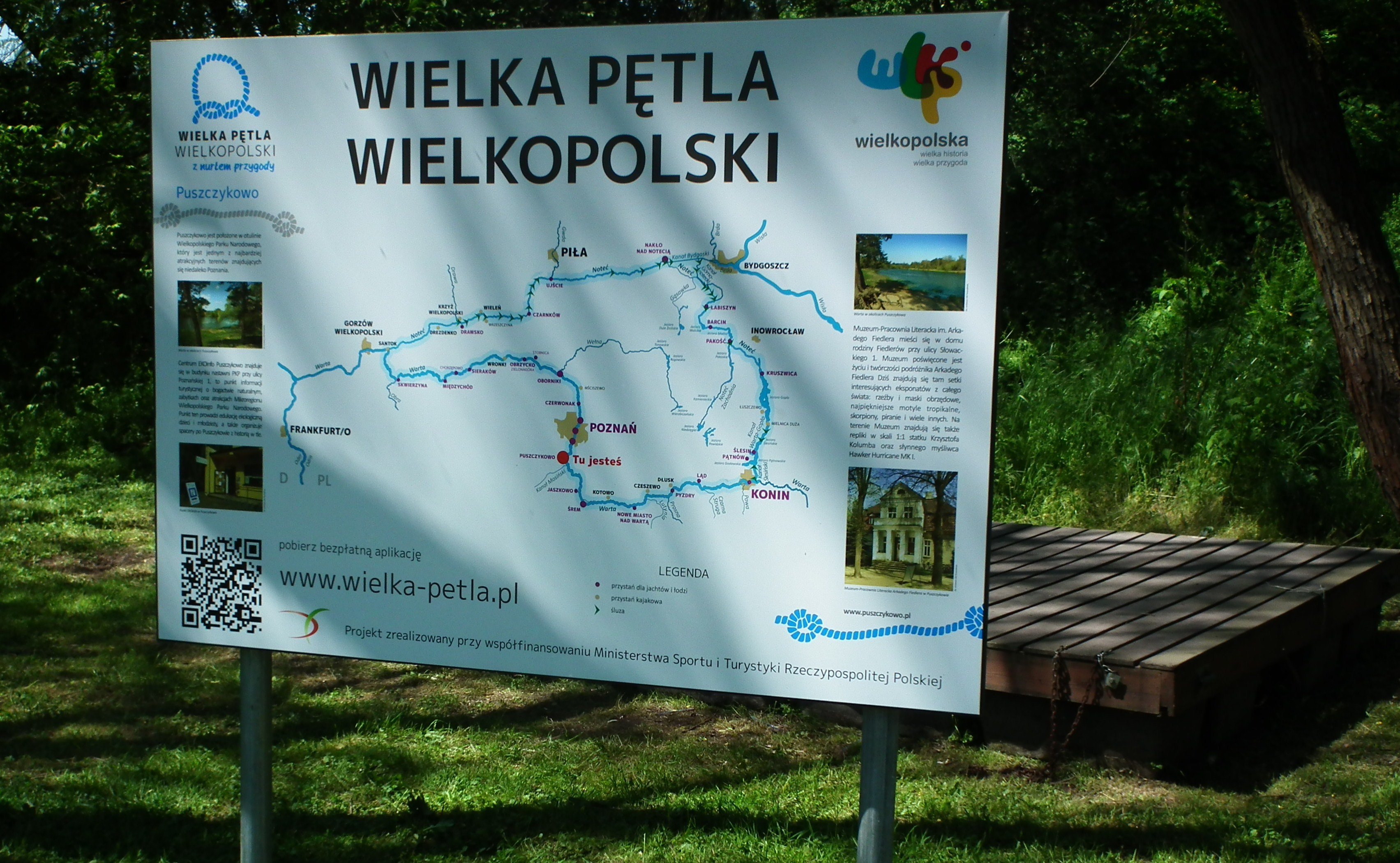
Tablica szlaku w Puszczykowie

Wielka Pętla Wielkopolski, Pętla Wielkopolsko-Lubusko-Kujawska – szlak żeglugi śródlądowej o długości 688 km, prowadzący z Kostrzyna nad Odrą poprzez Wartę do Santoka, następnie Notecią przez Czarnków i Nakło na przedmieścia Bydgoszczy, skąd Kanałem Górnonoteckim przez jezioro Gopło i Kanał Ślesiński do Konina. Następnie szlak prowadzi Wartą przez Poznań i Międzychód do Santoka, w którym Warta łączy się z Notecią. Część Wielkiej Pętli (z Kruszwicy do portu w Koninie-Morzysławiu) jest zwana Wodnymi Wrotami Wielkopolski.

## Części składowe
Szlak prowadzi przez trzy województwa:
- wielkopolskie (356,5 km),
- lubuskie (167,9 km),
- kujawsko-pomorskie (153,5 km).

Pętla Wielkopolski dzieli się na następujące odcinki:
- Szlak Dolnej Warty (Kostrzyn nad Odrą – Gorzów Wielkopolski – Santok) – 68,2 km[2],
- Szlak Noteci (Santok – Drezdenko – Krzyż Wielkopolski – Nakło nad Notecią) – 187,2 km[3], Odcinek ten składa się z odcinków:
  - Noteć swobodnie płynąca,
  - Noteć Bystra skanalizowana,
  - Noteć Leniwa skanalizowana.
- Droga wodna Kanał Bydgoski-Warta (Nakło nad Notecią – Bydgoszcz – Kruszwica – Konin) – 162,3 km[4]. Odcinek ten składa się z 5 odcinków:
  - Kanał Bydgoski – 15,7 km,
  - Kanał Górnonotecki – 25,0 km,
  - Noteć górna skanalizowana – 62,1 km,
  - Jezioro Gopło – 27,5 km,
  - Kanał Ślesiński – 32,0 km.
- Szlak Warty (Konin – Poznań – Santok) – 338,4 km.

## Przebieg szlaku[5]
Od Kostrzyna nad Odrą do Bydgoszczy szlak prowadzi międzynarodową drogą wodną E70 Wisła-Odra. Od Krzyża do Nakła na odcinku 137,4 km Noteć jest skanalizowana za pomocą 14 stopni wodnych (jaz i śluza). Przy pomocy śluz statki pokonują spad wynoszący 26,93 m. Jazy składane są na zimę i stawiane na wiosnę, wobec czego nawigacja trwa od połowy kwietnia do połowy grudnia.

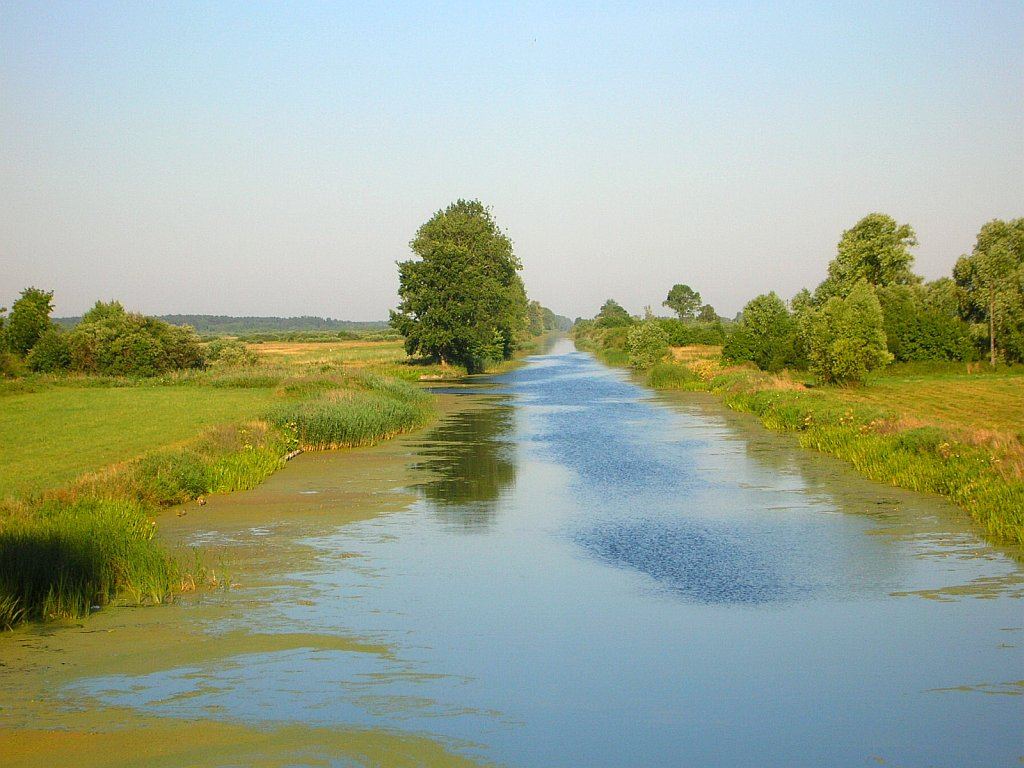
Kanał Bydgoski w Dolinie Bydgosko-Nakielskiej

Noteć prowadzi środkiem Pradoliny Toruńsko-Eberswaldzkiej. Brzegi rzeki otaczają łąki, torfowiska oraz skraj Puszczy Noteckiej. Krawędzie doliny otoczone są miejscami pasmami wzgórz moreny czołowej (m.in. okolice Santoka). Od Nakła do połączenia z Kanałem Górnonoteckim szlak prowadzi Kanałem Bydgoskim. Jest to najstarszy oddany do użytku kanał wodny na ziemiach polskich (1773–1774), czynny do dziś. Na odcinku śluza Józefinki – śluza Osowa Góra na Kanale Bydgoskim występuje najwyższy poziom wody (58 m n.p.m.) na całej drodze Wisła-Odra. Kanałem można dotrzeć do Bydgoszczy i następnie Brdą spłynąć do Wisły.

Pętla Wielkopolska odgałęzia się od Kanału Bydgoskiego w miejscu ujścia Kanału Górnonoteckiego. Szlak prowadzi na południe drogą wodną Kanał Bydgoski-Warta o długości 146,6 km. Początkowo trasa prowadzi Kanałem Górnonoteckim i wymaga pokonania spadu 13,68 m na 6 śluzach. W Dębinku występuje wodny węzeł rozrządowy, w którym przy pomocy 2 śluz i 3 jazów następuje podział wody zasilającej Noteć i Kanał Górnonotecki. Po pokonaniu śluzy Antoniewo wpływa się na Noteć górną, która przepływa przez 5 jezior: Wolickie, Sadłogoszcz, Wojdal, Mielno i Szarlej.

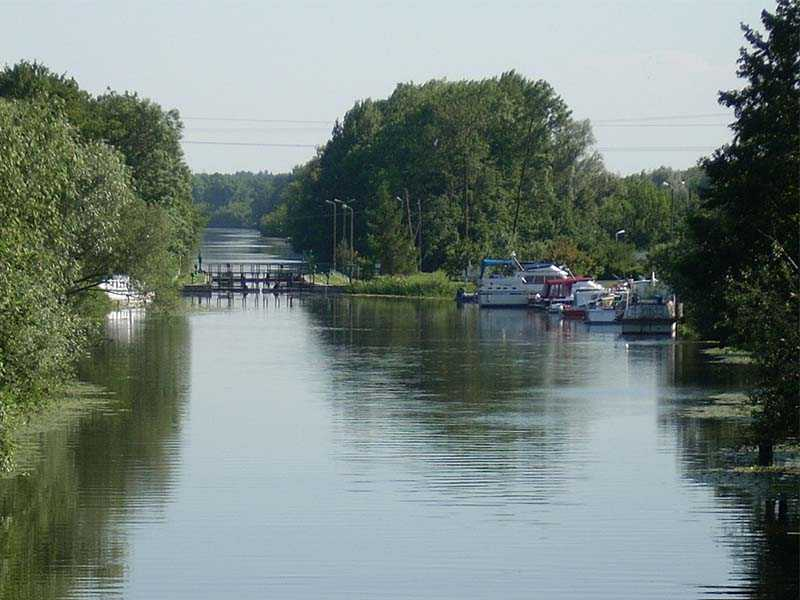
Śluza Pątnów na Kanale Ślesińskim

Kolejnym etapem jest jedno z największych jezior na Kujawach – Gopło, objęte parkiem krajobrazowym pod nazwą Nadgoplański Park Tysiąclecia. Atrakcją tego regionu jest Kruszwica z Mysią Wieżą. Od Gopła do Konina szlak prowadzi Kanałem Ślesińskim, który stanowi połączony przekopami łańcuch jezior konińsko-ślesińskich. Trasa kanału położona jest w dolinie rynny polodowcowej, wśród krajobrazu wzniesień morenowych. Woda w jeziorach jest bardzo ciepła, gdyż tworzą one obieg chłodniczy Zespołu Elektrowni Pątnów-Adamów-Konin.
Od Konina do Santoka szlak prowadzi rzeką Wartą, w Pradolinie Warszawsko-Berlińskiej. Pod Koninem, Śremem i Międzychodem występują malownicze wzgórza morenowe. Na odcinku 11 km szlak prowadzi przez Wielkopolski Park Narodowy. W dolinie rzeki i na jej obrzeżach założono liczne parki krajobrazowe:
- Nadwarciański Park Krajobrazowy w Dolinie Konińskiej (37 km),
- Żerkowsko-Czeszewski Park Krajobrazowy w Kotlinie Śremskiej (13 km),
- Rogaliński Park Krajobrazowy w Dolinie Warty (32 km),
- Sierakowski Park Krajobrazowy na Pojezierzu Wielkopolskim (18 km).

## Parametry nawigacyjne[6]
| Nr | Nazwa                   | Miasta                        | Szerokość szlaku [m] | Głębokość tranzytowa [cm] | Prześwit min. pod mostami [m] | Śluzy |
| 1. | Noteć swobodnie płynąca | Santok – Drezdenko            | 30-35                | 120-200                   | 4,0                           | brak  |
| 2. | Noteć skanalizowana     | Drezdenko – Nakło nad Notecią | 25-30                | 120-160                   | 3,4                           | 14    |
| 3. | Kanał Bydgoski          | Nakło nad Notecią – Bydgoszcz | 28                   | 160-200                   | 3,8                           | 6     |
| 4. | Kanał Górnonotecki      | Bydgoszcz – Antoniewo         | 15-20                | 80-120                    | 4,0                           | 6     |
| 5. | Noteć górna             | Antoniewo – Kruszwica         | 15-20                | 80-120                    | 2,8                           | 2     |
| 6. | Gopło                   | Kruszwica – Ślesin            | 50                   | 180-240                   |                               | brak  |
| 7. | Kanał Ślesiński         | Ślesin – Konin                | 22-25                | 130-220                   | 4,0                           | 4     |
| 8. | Warta                   | Konin – Poznań                | 30                   | 60-130                    | 2,7                           | brak  |
| 9. | Warta                   | Poznań – Santok               | 36                   | 90-160                    | 4,0                           | brak  |

## Przystanie

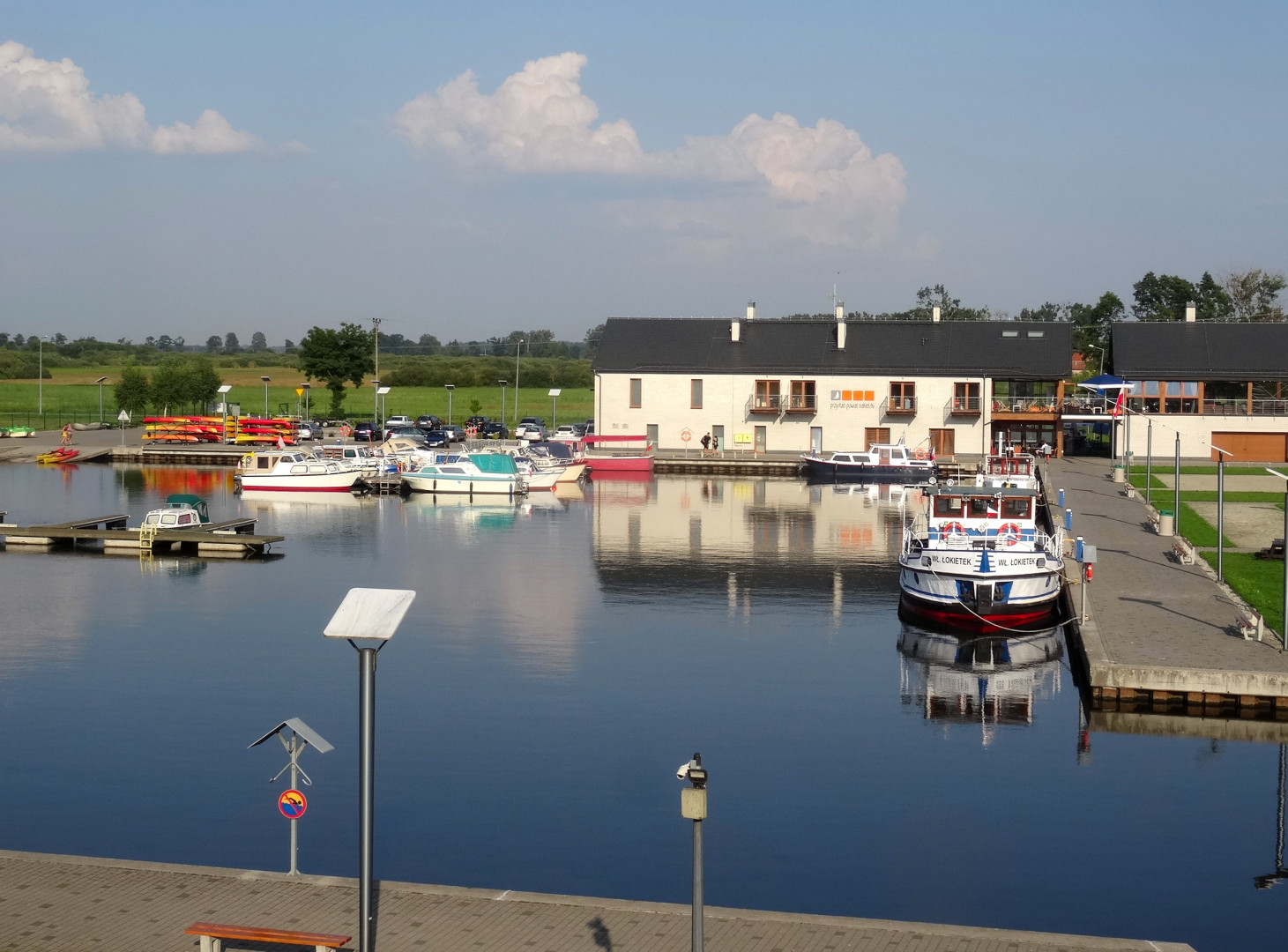
Przystań w Nakle nad Notecią

Przystanie:
- Kostrzyn nad Odrą,
- Gorzów Wielkopolski,
- Santok,
- Drezdenko,
- Krzyż Wielkopolski,
- Wieleń,
- Czarnków,
- Ujście,
- Nakło nad Notecią,
- Bydgoszcz,
- Łabiszyn,
- Barcin,
- Pakość,
- Inowrocław-Mątwy,
- Kruszwica,
- Ślesin,
- Konin-Morzysław,
- Śrem,
- Poznań,
- Oborniki,
- Zielonagóra,
- Międzychód,
- Skwierzyna.